# Ady Endre Líceum (Bukarest)
Az Ady Endre Líceum Bukarest magyar nyelvű középiskolája.

## Története
1815-ben Sükei Imre református papjelölt saját lakásán írni-olvasni kezdte tanítani a magyar gyermekeket. Négy év múlva gyűjtésből és közadakozásból telket vásárolt (a Lutherană és a Stirbei Vodă utcák kereszteződésénél), és felépítette az első bukaresti református templomot és mellé az iskolaházat. A bukaresti magyar közösség 1875-ben egy emeletes, szolgálati lakással ellátott iskolát épített. 1904-ben fiúiskolát, majd 1906-ban leányiskolát hoztak létre. 1948-ban a kommunista rendszer megszüntette mindkét felekezeti iskolát. 1949-ben a már állami magyar iskola líceumi rangot kapott. 1958-ban új épületbe költözött. 1985-ben megszüntették az iskolában a magyar osztályokat. 1990-ben ismét beindult a magyar nyelű oktatás, és a líceum 1991. szeptember 15-én felvette Ady Endre nevét.
A második világháború után volt 9-es számú Elméleti Líceum, 5-ös számú Matematika–Fizika Líceum, a Ceaușescu-diktatúra legsötétebb korszakában pedig – amikor román osztályokat is kellett működtetniük – a 33-as számú Ipari Líceum nevet viselte.  
Az iskola az óvodától az érettségiig fogadja a gyerekeket, étkezdével rendelkezik, biztosítja a napközis foglalkozást az I–V. osztályos diákoknak.
A 2013-tól 2019-ig megjelenő Bukaresti Magyar Élet című havilap, melynek főszerkesztője Bencze Mihály igazgató volt, közlési lehetőséget biztosított a diákoknak is. Utódja a Bukaresti Lapok, mely szintén a Brassói Lapok havi mellékleteként jelenik meg.

## Igazgatók (válogatás)
- Demény Miklós
- Vartanovici Ágnes
- Takács Pál (1948–1951)
- Pufulete Rudolf
- Tulipánt Ilona
- Megyeri Katalin (1980–1989)
- Bejan Ibolya
- Bencze Mihály (2013–2018)
- Trif Olga Mária (2018–)